# عنقص معيني الشكل
عنقص معيني الشكل (الاسم العلمي: Empusa romboidea) هو نوع من الحشرات يتبع جنس العنقص من الفصيلة العنقصية. تم وصف هذا النوع من الحشرات علمياً لأول مرة من قبل آر لندت (بالإنجليزية: Aare Lindt)‏ سنة 1976.

## نويعات
يوجد نويعان (نوعان فرعيان) هما:
- عنقص معيني الشكل نويع صغير E. r. nana
- عنقص معيني الشكل نويع شائع E. r. romboidea